# Dygra Films
Dygra Films és un estudi d'animació per ordinador gallec situat a La Corunya, fundat el 1987 com un estudi de disseny gràfic.
Després de produir molts títols de CD-ROM interactius, van començar el seu treball en el seu primer llargmetratge generat per ordinador, El bosque animado, el 1997. Van prendre el nom de Dygra Films en l'any 2000.
També han realitzat curtmetratges d'animació per ordinador: Taxia, i una trilogia de pel·lícules Mosquis per a Mans Unides.

## Llargmetratges
- El bosque animado - 3 d'agost de 2001
- El somni d'una nit de Sant Joan - 1 de juliol del 2005
- L'esperit del bosc - seqüela d'El bosque animado - 12 de setembre del 2008